# Mycomya fuscata
Mycomya fuscata är en tvåvingeart som först beskrevs av Johannes Winnertz 1863.  Mycomya fuscata ingår i släktet Mycomya och familjen svampmyggor. Arten är reproducerande i Sverige. Inga underarter finns listade i Catalogue of Life.